# اندیس پایشخان
پایشخان یک اندیس فلزی است که در حوالی روستاهای چاپان سفلی و چاپان علیا در استان کردستان قرار دارد و مادهٔ معدنی موجود در آن، طلا است.  در این اندیس، پاراژنز‌های آهن یافت می‌شوند.